# Konindou
Konindou är en ort i Guinea.   Den ligger i regionen Faranah Region, i den centrala delen av landet, 300 km öster om huvudstaden Conakry. Konindou ligger 463 meter över havet och antalet invånare är 10 006.
Terrängen runt Konindou är platt åt sydost, men åt nordväst är den kuperad. Runt Konindou är det ganska glesbefolkat, med 25 invånare per kvadratkilometer. Närmaste större samhälle är Bissikrima, 19,0 km nordväst om Konindou. Omgivningarna runt Konindou är huvudsakligen savann.